# Temporada 1976-77 de los New York Nets
La temporada 1976-77 fue la primera de los New York Nets en la NBA, tras la fusión de la liga con la ABA, donde había jugado nueve temporadas, y la única en la liga antes de trasladarse a Nueva Jersey. La temporada regular acabó con 22 victorias y 60 derrotas, ocupando el undécimo y último puesto de la conferencia Este, no logrando clasificarse para los playoffs.

## Elecciones en elDraft
A ninguno de los equipos procedentes de la ABA les fue permitido participar en el Draft de la NBA.

## Draft de dispersión de la ABA
La ABA se fusionó con la NBA en 1976. De los equipos que quedaron en la ABA, cuatro se unieron a la NBA. Los dos equipos que se retiraron, los Kentucky Colonels y  los Spirits of St. Louis, tuvieron a sus jugadores asignados a un draft de dispersión elegibles por los equipos que sí se unieron a la liga.
| Puesto | Jugador                 | Nacionalidad   | Equipo NBA    | Equipo ABA        | Precio  |
| ------ | ----------------------- | -------------- | ------------- | ----------------- | ------- |
| 11     | Jan van Breda Kolff (A) | Estados Unidos | New York Nets | Kentucky Colonels | $60,000 |

## Temporada regular
| División Central     | División Central | División Central | División Central | División Central | División Central | División Central | División Central | División Central |
| Equipo               | G                | P                | %                | PD               | Casa             | Fuera            | Div              |                  |
| -------------------- | ---------------- | ---------------- | ---------------- | ---------------- | ---------------- | ---------------- | ---------------- | ---------------- |
| y-Philadelphia 76ers | 50               | 32               | .610             | –                | 32–9             | 18–23            | 11–5             |                  |
| x-Boston Celtics     | 44               | 38               | .537             | 6                | 28–13            | 16–25            | 9–7              |                  |
| New York Knicks      | 40               | 42               | .488             | 10               | 26–15            | 14–27            | 8–8              |                  |
| Buffalo Braves       | 30               | 52               | .366             | 20               | 23–18            | 7–34             | 6–10             |                  |
| New York Nets        | 22               | 60               | .268             | 28               | 10–31            | 12–29            | 6–10             |                  |

## Estadísticas
| Rk | Jugador             | Edad | P  | PT | MP   | TC  | TCI  | %TC  | TL  | TLI | %TL  | RO  | RD  | RT  | AS  | RB  | TAP | BP | FP  | PTS  |
| -- | ------------------- | ---- | -- | -- | ---- | --- | ---- | ---- | --- | --- | ---- | --- | --- | --- | --- | --- | --- | -- | --- | ---- |
| 1  | Tiny Archibald      | 28   | 34 |    | 37.6 | 7.4 | 16.5 | .446 | 5.8 | 7.4 | .785 | 0.6 | 1.7 | 2.4 | 7.5 | 1.7 | 0.3 |    | 2.3 | 20.5 |
| 2  | John Williamson     | 25   | 42 |    | 34.0 | 8.5 | 19.1 | .445 | 3.8 | 4.9 | .789 | 0.6 | 2.3 | 2.8 | 2.1 | 1.4 | 0.1 |    | 3.4 | 20.8 |
| 3  | Mike Bantom         | 25   | 33 |    | 33.8 | 6.8 | 14.4 | .473 | 5.0 | 6.8 | .735 | 3.1 | 5.6 | 8.6 | 1.5 | 0.8 | 0.8 |    | 3.6 | 18.6 |
| 4  | Jan van Breda Kolff | 25   | 72 |    | 33.3 | 3.8 | 8.5  | .445 | 2.7 | 3.2 | .855 | 2.2 | 4.2 | 6.4 | 1.6 | 1.0 | 0.9 |    | 2.8 | 10.2 |
| 5  | Tim Bassett         | 25   | 76 |    | 32.1 | 3.9 | 9.7  | .396 | 1.3 | 2.3 | .571 | 2.3 | 6.1 | 8.4 | 1.4 | 1.3 | 0.7 |    | 3.2 | 9.0  |
| 6  | Al Skinner          | 24   | 79 |    | 28.6 | 4.8 | 11.2 | .431 | 2.9 | 3.7 | .791 | 1.4 | 3.2 | 4.6 | 3.7 | 1.3 | 0.7 |    | 3.5 | 12.6 |
| 7  | Bubbles Hawkins     | 22   | 52 |    | 28.5 | 7.8 | 17.5 | .447 | 3.7 | 5.4 | .688 | 1.3 | 1.7 | 3.0 | 1.8 | 1.5 | 0.5 |    | 3.1 | 19.3 |
| 8  | Rich Jones          | 30   | 34 |    | 25.8 | 3.9 | 10.2 | .385 | 2.7 | 3.6 | .760 | 1.4 | 4.3 | 5.7 | 1.4 | 1.1 | 0.3 |    | 3.2 | 10.6 |
| 9  | Kim Hughes          | 24   | 81 |    | 25.7 | 1.9 | 4.4  | .427 | 0.2 | 0.9 | .275 | 2.3 | 4.6 | 7.0 | 1.2 | 1.5 | 1.5 |    | 3.8 | 4.0  |
| 10 | Dave Wohl           | 27   | 37 |    | 25.0 | 2.9 | 7.4  | .399 | 1.5 | 2.3 | .671 | 0.4 | 1.6 | 2.1 | 3.4 | 1.1 | 0.2 |    | 2.6 | 7.4  |
| 11 | Mel Davis           | 26   | 34 |    | 22.1 | 3.7 | 10.4 | .359 | 1.2 | 1.8 | .700 | 2.0 | 3.7 | 5.7 | 1.4 | 0.6 | 0.1 |    | 2.5 | 8.7  |
| 12 | Chuck Terry         | 26   | 61 |    | 17.6 | 2.1 | 5.2  | .403 | 0.8 | 1.0 | .774 | 0.7 | 1.6 | 2.3 | 0.6 | 1.0 | 0.2 |    | 2.0 | 5.0  |
| 13 | Bob Love            | 34   | 13 |    | 17.5 | 3.8 | 8.2  | .462 | 2.5 | 3.0 | .846 | 1.2 | 1.8 | 2.9 | 0.3 | 0.1 | 0.2 |    | 1.8 | 10.1 |
| 14 | Jim Fox             | 33   | 71 |    | 16.4 | 2.6 | 5.6  | .462 | 1.3 | 1.6 | .833 | 1.4 | 3.2 | 4.6 | 0.7 | 0.3 | 0.4 |    | 2.2 | 6.5  |
| 15 | Larry McNeill       | 26   | 8  |    | 11.6 | 2.3 | 6.4  | .353 | 3.0 | 3.8 | .800 | 1.3 | 2.0 | 3.3 | 0.4 | 0.5 | 0.1 |    | 1.6 | 7.5  |
| 16 | Mel Daniels         | 32   | 11 |    | 11.5 | 1.2 | 3.2  | .371 | 1.2 | 2.1 | .565 | 0.9 | 2.2 | 3.1 | 0.5 | 0.3 | 1.0 |    | 2.6 | 3.5  |
| 17 | Rudy Hackett        | 23   | 1  |    | 8.0  | 0.0 | 2.0  | .000 | 2.0 | 5.0 | .400 | 1.0 | 2.0 | 3.0 | 0.0 | 0.0 | 0.0 |    | 1.0 | 2.0  |
| 18 | Earl Williams       | 25   | 1  |    | 7.0  | 0.0 | 2.0  | .000 | 3.0 | 6.0 | .500 | 1.0 | 1.0 | 2.0 | 1.0 | 0.0 | 1.0 |    | 2.0 | 3.0  |